# Mahavelo (Vondrozo)
Mahavelo is een plaats en commune in Madagaskar, behorend tot het district Vondrozo. Tijdens de laatste volkstelling (2001) telde de plaats 7.103 inwoners. 
De plaats biedt alleen lager onderwijs. 99% van de inwoners werkt in de landbouw, het belangrijkste landbouwproduct is rijst; andere belangrijke producten zijn cassave, bananen, suikerriet en koffie. In de dienstensector werkt 1% van de inwoners. 